# Gare de Croix-Sainte
Gare de Croix-Sainte – przystanek kolejowy w Martigues, w departamencie Delta Rodanu, w regionie Prowansja-Alpy-Lazurowe Wybrzeże, we Francji.
Jest stacją Société nationale des chemins de fer français (SNCF), obsługiwaną przez pociągi TER Provence-Alpes-Côte d’Azur.

## Położenie
Stacja znajduje się na linii Miramas – L’Estaque, w km 837,332, na wysokości 20 m, pomiędzy stacjami Port-de-Bouc i Martigues.

## Linie kolejowe
- Linia Miramas – L’Estaque